# Comté de Wagin
Le Comté de Wagin est une zone d'administration locale au sud-est de l'Australie-Occidentale en Australie. Le comté est situé à 230 kilomètres au sud-est de Perth, la capitale de l'État. 
Le centre administratif du comté est la ville de Wagin.
Le comté est divisé en un certain nombre de localités:
- Wagin
- Cancanning
- Collanilling
- Jaloran
- Piesseville
- Wedgecarrup

Le comté a 11 conseillers locaux et n'est plus divisé en circonscriptions.